# Stephanie Hallett
Pour les articles homonymes, voir Hallett.
Stephanie Hallett est une diplomate américaine. Elle est chargée d'affaires par intérim à l'ambassade américaine à Jérusalem de juillet à novembre 2023 et de janvier à avril 2025.

## Formation
Stephanie Hallett est diplômée de l'université George-Washington et de l'université de Cambridge.

## Carrière diplomatique
Stephanie Hallett commence sa carrière diplomatique au Bureau des affaires iraniennes et au Centre des opérations du département d'État à Washington, DC, ainsi que dans les consulats généraux des États-Unis à Monterrey, au Mexique, et à Djeddah, en Arabie saoudite.
Sa carrière diplomatique se poursuit en tant que chef de mission adjointe à l'ambassade américaine à Chypre et chef de mission adjointe à l'ambassade américaine à Oman. Elle a également travaillé comme directrice adjointe du personnel du secrétariat exécutif à Washington, D.C., et occupe des postes de chef de section politique et économique à l'ambassade des États-Unis à Bahreïn, et de conseillère politique adjointe à l'ambassade en Égypte.

## Chargé d'affaires par intérim en Israël
Le 21 juillet 2023, Stephanie Hallett est nommée chargée d'affaires par intérim à l'ambassade américaine à Jérusalem. Avant d'occuper ce poste, elle est cheffe de mission adjointe en Israël et occupe le poste de directrice principale par intérim pour le Moyen-Orient et l'Afrique du Nord, ainsi que de directrice des affaires du Golfe au Conseil de sécurité nationale.
En septembre, l'administration Biden déclare qu’elle ne désignerait pas un autre ambassadeur en Israël avant l’élection présidentielle américaine de 2024 en raison des difficultés à faire confirmer une telle nomination par le Sénat dans le climat politique électoral aux États-Unis et du délai que cela prendrait. L'ancien secrétaire au Trésor américain, Jack Lew, est cependant nommé puis confirmé et entre en fonction en novembre 2023.
En juin 2024, le président Joe Biden annonce sa nomination pour le poste d'ambassadrice auprès du Bahreïn.
Après le départ de Jack Lew avec la fin du mandat de Joe Biden le 20 janvier 2025, Stephanie Hallett reprend les fonctions de chargée d'affaires qu'elle exerce jusqu'en avril suivant, quand Mike Huckabee, nommé par Donald Trump, prend ses fonctions comme ambassadeur.